# Nhà thờ Hải quân Thánh Nicôlai (Kronstadt)
Nhà thờ chính tòa Hải quân Thánh Nicôlai ở Kronstadt thuộc Sankt-Peterburg là một nhà thờ Chính thống giáo Nga được xây dựng trong những năm 1903-1913 dưới thời Nikolai II, là nhà thờ chính của Hải quân Nga và dành riêng cho tất cả các thủy thủ tử vong.
Sau Cách mạng tháng 10 Nga, nhà thờ bị đóng cửa vào năm 1929, đã được chuyển đổi thành một rạp chiếu phim, một nhà sĩ quan (1939) và một bảo tàng của Hải quân (1980). Giáo hội Chính Thống Nga đã phục dựng, cài đặt lại thánh giá trên các mái vòm chính năm 2002 và cử hành Thánh lễ Tiệc Thánh đầu tiên tại nhà thờ vào năm 2005. Năm 2013, Đức Thượng phụ của toàn Nga, với Thủ tướng Dmitry Medvedev và phu nhân ông tham dự, tiến hành buổi lễ tái khai trương lớn trong nhà thờ hiện nay được phục hồi hoàn toàn.

## Hình ảnh

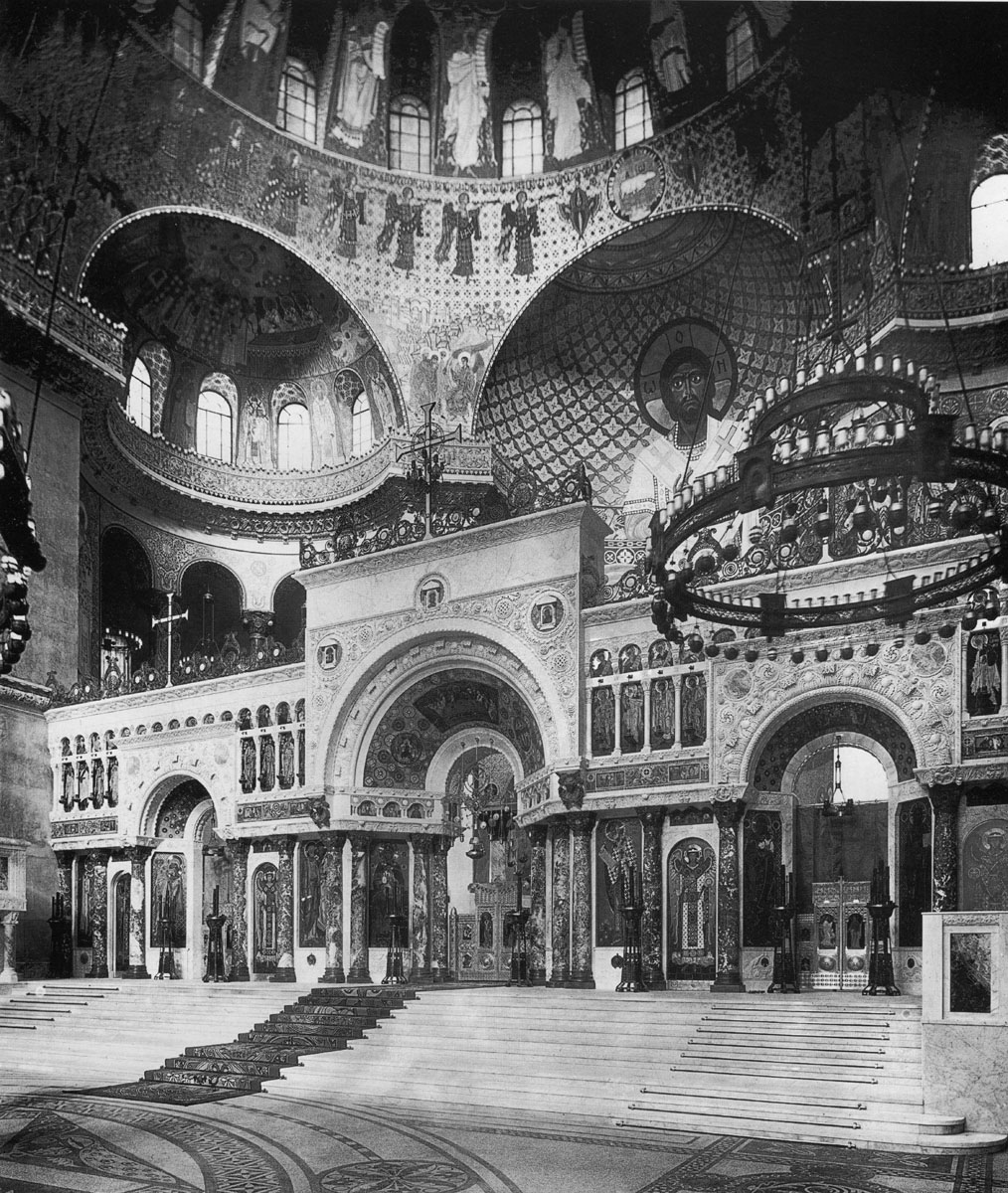
Bên trong nhà thờ năm 1914
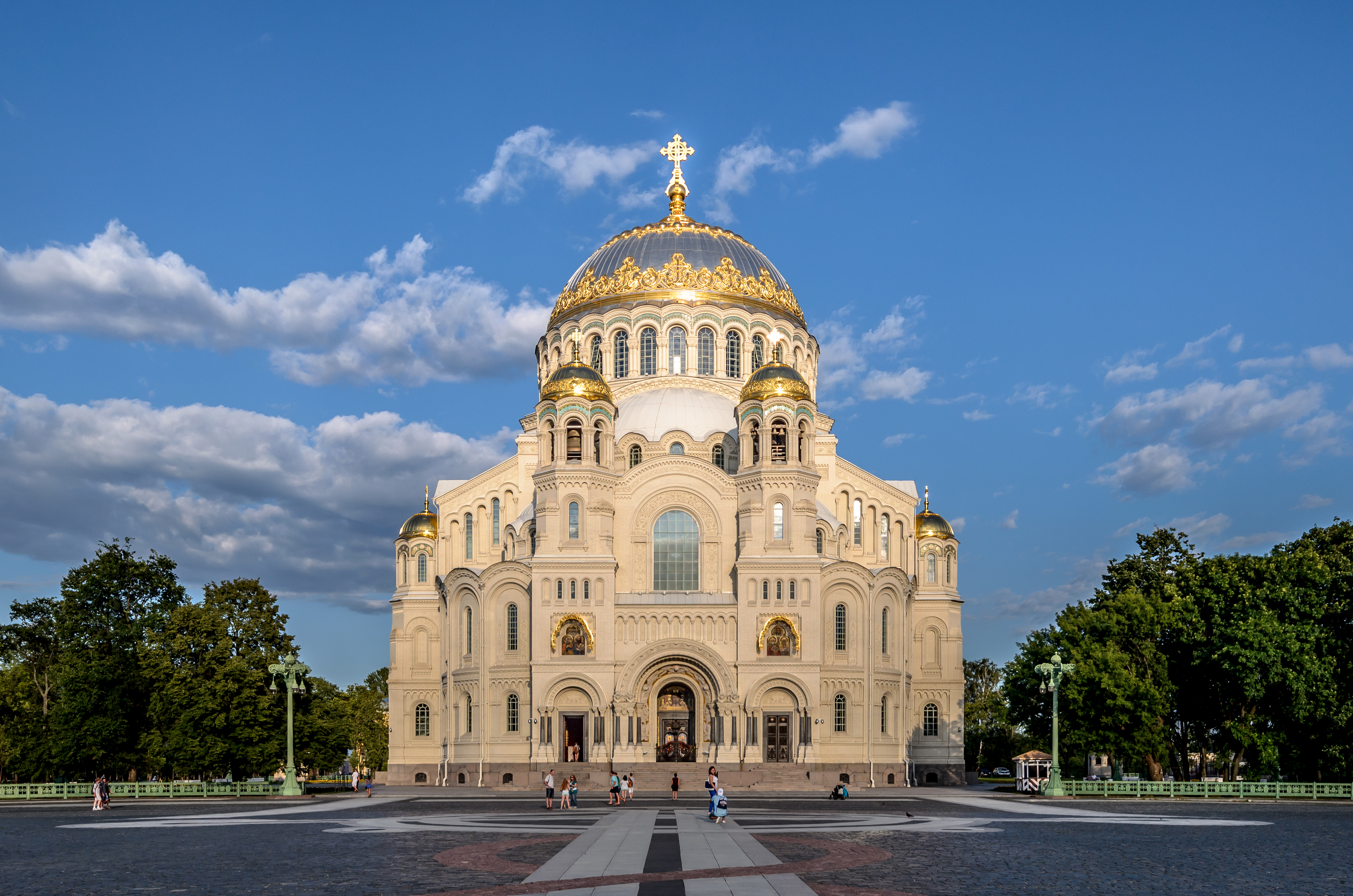
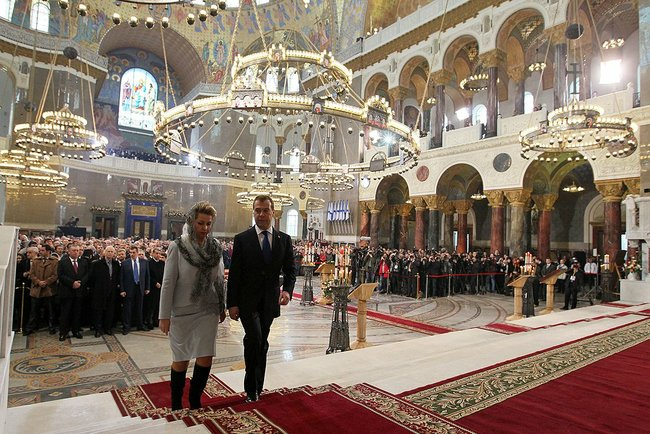
Dmitry Medvedev và phu nhân, năm 2012
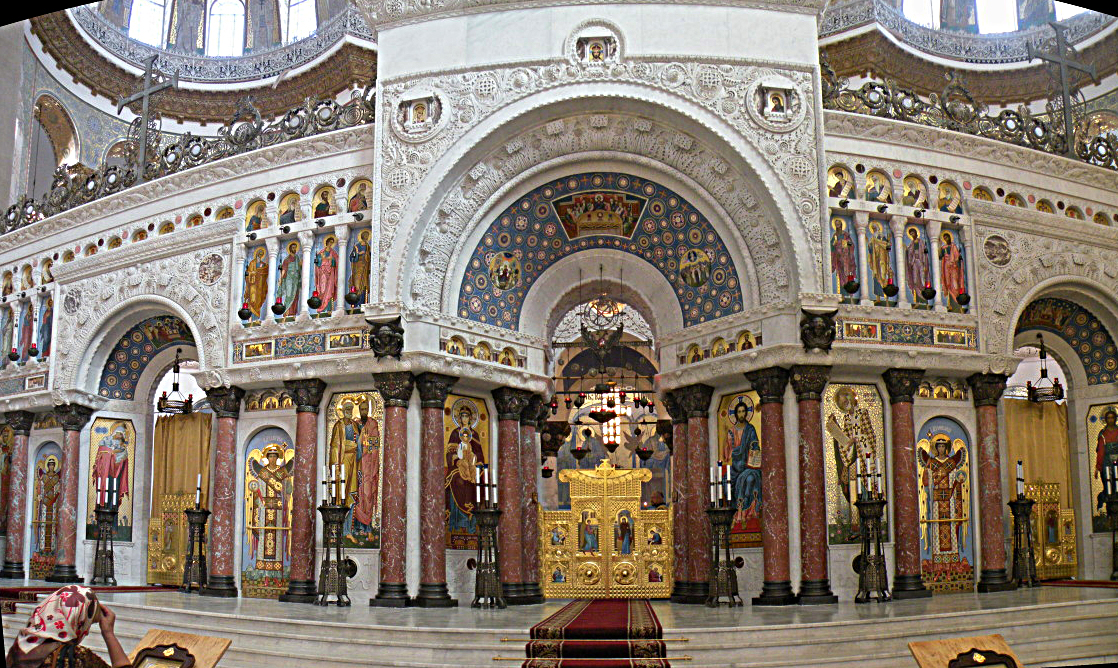
Điện thờ bằng đá cẩm thạch
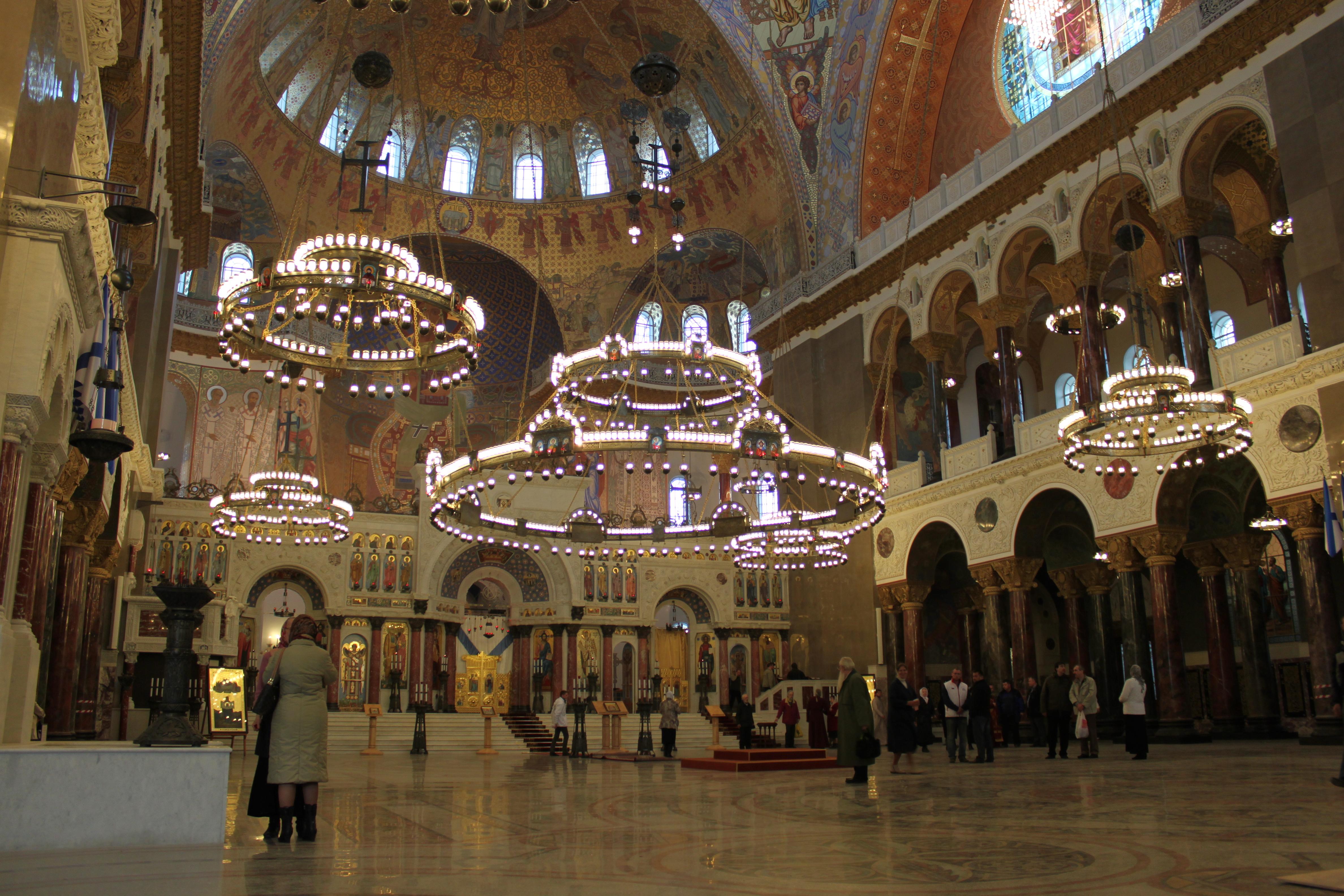
Không gian nội thất theo kiến trúc Tân Byzantine